# Jardin de l'Hôtel-Lamoignon - Mark Ashton
Le jardin de l'Hôtel-Lamoignon - Mark-Ashton, ou jardin de la Bibliothèque-Historique, est un jardin public situé rue des Francs-Bourgeois à Paris. 

## Situation et accès
Le jardin est accessible par le 25, rue des Francs-Bourgeois.
Il est desservi par la ligne 1 à la station Saint-Paul.

## Origine du nom

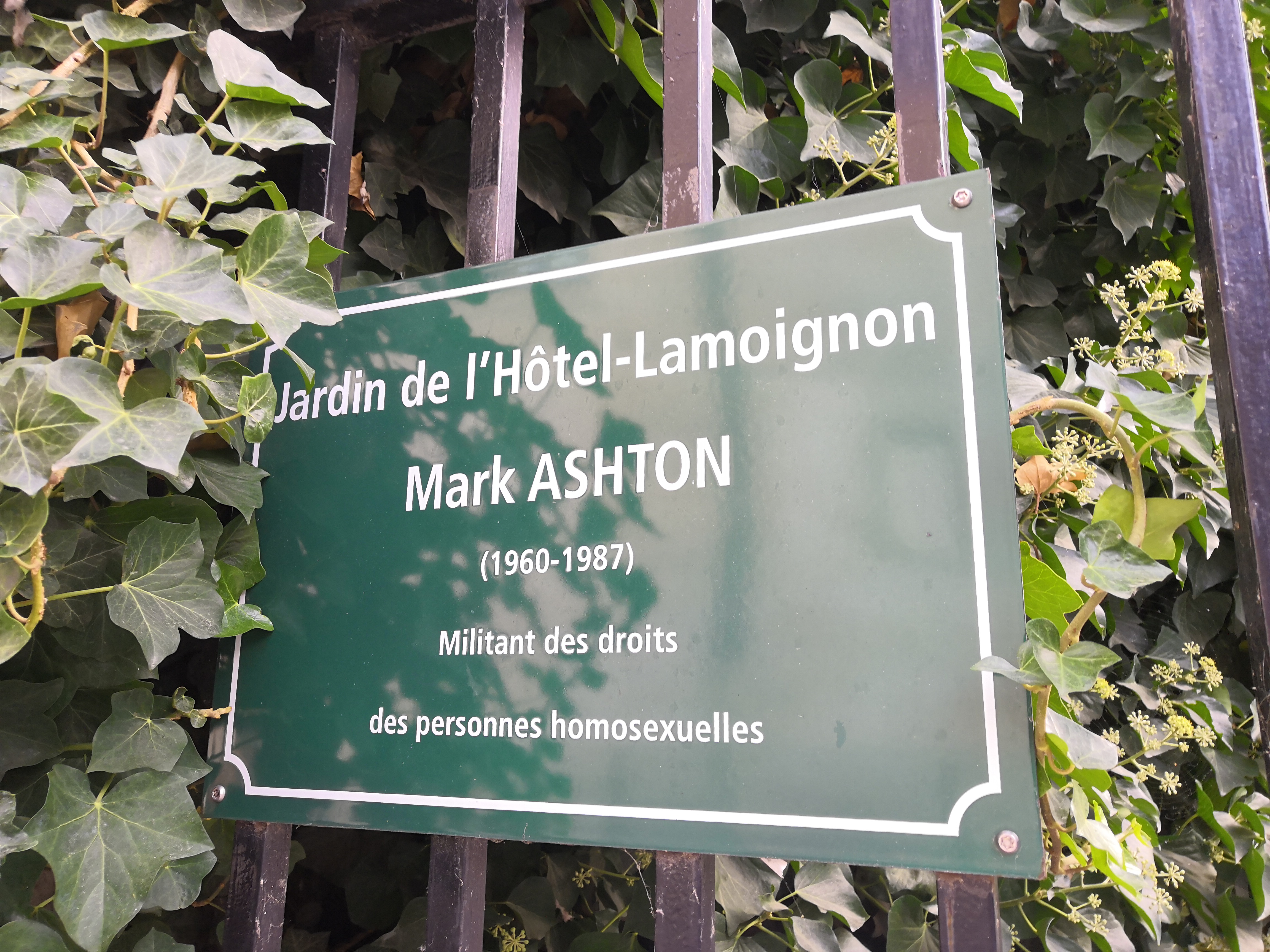
Panneau sur la grille du Jardin, rue des Francs-Bourgeois.

Le 25 septembre 2018, le Conseil de Paris lui attribue la nouvelle dénomination « jardin de l’Hôtel-Lamoignon - Mark-Ashton », en mémoire de Mark Ashton (1960-1987), militant queer, fondateur de Lesbians and Gays Support the Miners,.

## Historique
Ouvert en 1969, il occupe une ancienne dépendance de l'hôtel d'Angoulême Lamoignon construit entre 1559 et 1562.